# Drechslerita
La drechslerita és un mineral de la classe dels sulfurs.

## Característiques
La drechslerita és una sulfosal de fórmula química Tl₄(Sb4-xAsx)S₈ (1 < x < 2). Va ser aprovada com a espècie vàlida per l'Associació Mineralògica Internacional l'any 2019, i encara resta pendent de publicació. Cristal·litza en el sistema triclínic.
Les mostres que van servir per a determinar l'espècie, el que es coneix com a material tipus, es troben conservades a les col·leccions mineralògiques del Museu d'Història Natural de Viena (Àustria), amb el número de catàleg: o1181, i al Museu d'Història Natural de Basilea (Suïssa), amb el número de mostra: s209.

## Formació i jaciments
Va ser descoberta a la pedrera Lengenbach, situada a la localitat suïssa de Fäld, dins la comuna de Binn (Districte de Goms, Valais). També ha estat descrita al dipòsit de Vorontsovskoe, a Tur'insk (óblast de Sverdlovsk, Rússia). Aquests dos indrets són els únics de tot el planeta on ha estat descrita aquesta espècie mineral.